# 381 Myrrha
381 Myrrha è un asteroide della fascia principale del diametro medio di circa 120,58 km. Scoperto nel 1894, presenta un'orbita caratterizzata da un semiasse maggiore pari a 3,2209077 UA e da un'eccentricità di 0,0955495, inclinata di 12,52411° rispetto all'eclittica.
Il suo nome è dedicato a Mirra o Smyrna, nella mitologia greca una principessa assira figlia del re Teia e madre di Adone, trasformata dagli dei in albero di mirra per sfuggire all'ira del padre, con cui aveva avuto, con l'inganno, una relazione incestuosa.